# Morro Reuter
Morro Reuter este un oraș în Rio Grande do Sul (RS), Brazilia.